# Дёмино (Ярославская область)
Дёмино — деревня Шашковского сельского округа в Назаровском сельском поселении Рыбинского района Ярославской области.
Деревня расположена между дорогой, ведущей из Рыбинска в Тутаев по левому берегу реки Волги (Горьковское водохранилище) и её левым притоком Колокшей. Русло Волги здесь сформировано оставшимися от ледника песчаными гребнями, часто поросшими сосной. Именно такая сосновая роща, шириной около 2 км, лежит между Дёмино и Волгой. В районе Дёмина река Колокша прорезает эту возвышенность, образуя узкую расщелину с высокими берегами, высота обрыва над Колокшей в Дёмино — 28 метров.
Ниже Дёмина по течению имеется археологический памятник II тысячелетия до н. э. стоянка «Усть Колокша».
Сейчас на территории между Дёмино и Волгой построен лыжно-биатлонный стадион «Дёмино» и развивается центр отдыха.
На 1 января 2007 года в деревне проживало 14 постоянных жителей. Село служит привлекательным местом для дачного отдыха. Почтовое отделение Ераково обслуживает в деревне Дёмино 50 домов, улицы не названы.